# Friedrich von Pernstein
Friedrich von Pernstein (tschechisch Fridrich z Pernštejna; * um 1270; † 22. März 1341) war ein mährischer Adliger und Angehöriger des Minoritenordens sowie päpstlicher Pönitentiar. Von 1304 bis 1341 war er Erzbischof von Riga. 

## Leben
Friedrichs Abstammung von den Herren von Pernstein ergibt sich aus einer Urkunde des Papstes Johannes XXII. vom 14. Januar 1333. Mit dieser beauftragte er Friedrich von Pernstein mit der Visitation des Augustinerinnen-Klosters in Doubravník in Mähren, wo er seine Verwandte, die Äbtissin Euphemie (Ofka), wegen ihres lasterhaften Lebens zur Ordnung rufen sollte. Da das Doubravníker Kloster von den Pernsteinern bzw. deren Vorgängern, den Herren von Medlov (Mödlau) gegründet worden war, wird angenommen, dass Friedrich dieser Familie entstammte. Es ist allerdings nicht bekannt, ob er selbst das Prädikat von Medlov oder von Pernstein benutze. Den päpstlichen Auftrag hatte er vermutlich erfolgreich erfüllt. Jedenfalls war die Äbtissin Euphemia noch 1344 im Amt. Es ist nicht belegt, ob Friedrich persönlich das Doubravníker Kloster reformierte oder ein von ihm Beauftragter.
Es ist wahrscheinlich, dass Friedrich ein Enkel des Stephan von Medlov (Štěpán z Medlova) war, der für die Jahre 1208 bis 1258 als Burggraf der Burg Děvičky (Maidenburg) belegt ist. Von seinen Eltern, deren Namen und Lebensdaten bisher nicht bekannt sind, wurde er für den geistlichen Stand bestimmt. Es wird angenommen, dass er identisch ist mit jenem „dominus Fridericus de Bohemia“, der sich 1290 an der Universität Bologna immatrikulierte. Es ist auch nicht bekannt, wann er dem Orden der Minoriten (Franziskaner) beitrat. Sie entsandten ihn nach Rom, wo er eine Laufbahn an der Kurie begann. Noch vor dem Jahr 1304 stieg er zum päpstlichen Pönitentiar auf. 
Am 21. März 1304 wurde Friedrich von Papst Benedikt XI. zum Erzbischof von Riga ernannt. Im Frühjahr 1305 langte er in Riga an, wo ihn zunächst vermögensrechtliche Auseinandersetzungen mit dem Domkapitel erwarteten. Zudem kam es zu einem Streit um das ehemalige Zisterzienserkloster Dünamünde, das vom Deutschen Orden aufgekauft wurde, der dort ohne bischöfliche Zustimmung eine Kommende errichtet hatte und nun den Dünazugang kontrollierte. Da Friedrichs Beschwerde bei der Kurie keinen Erfolg hatte, reiste er 1307 selber nach Rom. Erst 1311 kehrte er in Begleitung des päpstlichen Kaplans Franziskus von Moliano (Francesco di Moliano), der eine Untersuchungskommission leiten sollte, nach Riga zurück. Dort verhängten sie gegen den Deutschen Orden nun Bann und Interdikt. 1312 kehrte Friedrich nach Avignon zurück. Während seiner Abwesenheit gelang es dem Deutschen Orden, den Großteil der livländischen Mächte und auch das Rigaer Domkapitel auf seine Seite zu ziehen. 
Den Streit mit dem Deutschen Orden legte Papst Johannes XXII. 1319 bei, indem er den Besitz von Dünamünde dem Orden bestätigte. Der unterlegene Friedrich versuchte nun, dem Orden dadurch zu schaden, dass er u. a. die Neubesetzung der preußischen und livländischen Bistümer zu verhindern suchte, konnte sich damit aber nicht durchsetzen.
Nachdem 1323 der litauische Großfürst Gediminas beabsichtigte, sich taufen zu lassen, kehrte Friedrich zusammen mit zwei päpstlichen Legaten 1324 nach Riga zurück. Da der Deutsche Orden Zweifel an Gedimins Taufbereitschaft hegte, kam es neuerlich zu Streitigkeiten mit Friedrich. Als sich Gediminas aus diplomatischen Erwägungen tatsächlich nicht taufen ließ, erhob Friedrich 1325 erneute Anklagen gegen den Deutschen Orden. Bevor er im selben Jahr Livland endgültig verließ, wiederholte er den Bann. Den nachfolgenden Streit zwischen der Stadt Riga, die auf Seiten der Litauer stand und dem Orden, der schließlich 1330 nach sechsmonatiger Belagerung Riga einnahm, das er zu einer Ordensstadt machte, erlebte Friedrich nur aus der Ferne. Er lebte nun dauerhaft am päpstlichen Hof in Avignon. Von dort aus versuchte er, sein Erzbistum zu verwalten. Durch die lange Abwesenheit wurde seine Stellung in Riga und darüber hinaus geschwächt.
Friedrich von Pernstein war sehr gelehrt und bibliophil. In Avignon, das damals ein Mittelpunkt des kirchlichen und geistigen Lebens war, besaß er eine umfangreiche Bibliothek mit theologischen, juristischen und kirchengeschichtlichen Werken, die er z. T. auf eigene Kosten mit einer Buchmalerei verzieren ließ. Neben lateinischer und italienischer Literatur ist aus seinem Bestand auch eine Übersetzung des Korans verzeichnet.